# Mustalammi (sjö i Karvia, Satakunta)
Mustalammi är en sjö i kommunen Karvia i landskapet Satakunta i Finland. Arean är 40 hektar och strandlinjen är 3,3 kilometer lång. Sjön  ingår i Karvia å huvudavrinningsområde.   Den ligger omkring 89 kilometer nordöst om Björneborg och omkring 250 kilometer nordväst om Helsingfors. 